# Haramaki

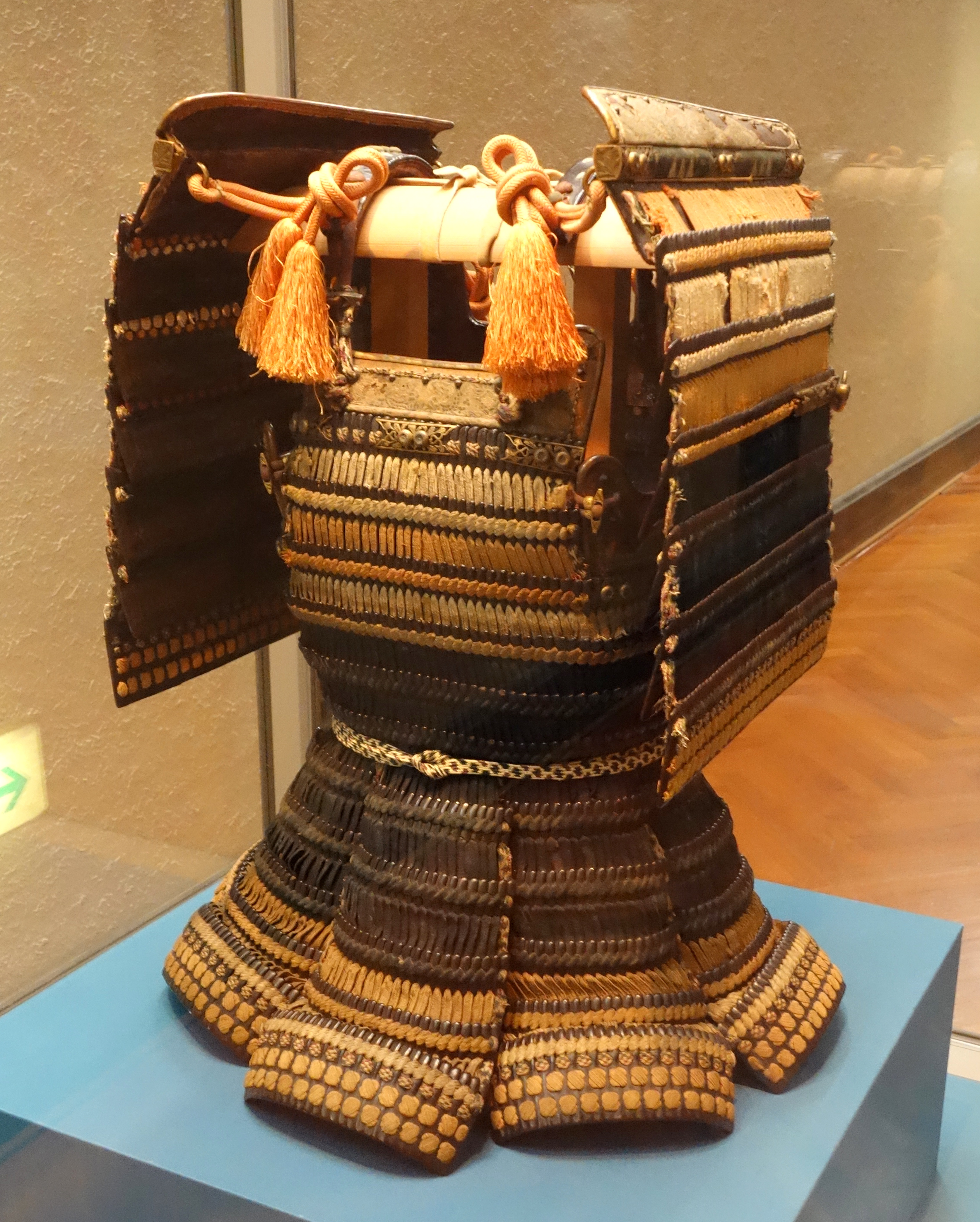
Haramaki aus der Muromachi-Zeit (15. Jahrhundert)

Die Haramaki (jap. 腹巻 ‚Bauchwickel‘) ist ein japanischer Rüstungstyp. 

## Beschreibung
Die Haramaki entwickelte sich aus dem einfachen Brust- und Leibschutz (腹当 haraate) der Kamakura-Zeit. Sie wurde um den Körper des Trägers gelegt und auf dem Rücken zusammengebunden. Ähnlich wie bei der Dōmaru bot diese Rüstung eine hohe Bewegungsfreiheit und wurde anfangs vor allem von Kriegern (Bushi) der unteren Ränge, also der Infanterie, eingesetzt. Mit der Wandlung der Kriegstaktiken wurde die Haramaki auch häufiger von den berittenen Kriegern der höheren Ränge eingesetzt und hatte wie die Dōmaru ihre Blütezeit in der Namboku-chō- und Muromachi-Zeit. In der Azuchi-Momoyama-Zeit wurde sie jedoch von der Tōseigusoku verdrängt. Der Rüstungstyp, der heutzutage als Haramaki bezeichnet wird, wurde ursprünglich als Dōmaru bezeichnet, erst zum Ende der Muromachi- bis Anfang der Edo-Zeit hat sich die heutige Bezeichnung durchgesetzt.

## Sonstiges
Ein Stück der japanischen Unterwäsche wird ebenfalls als Haramaki bezeichnet. Dieses entspricht ungefähr dem europäischen Leibwärmer. Das Wärmen der Körpermitte Hara wird allerdings nicht nur gegen dort lokalisierte Beschwerden eingesetzt, sondern vor allem gegen Durchblutungsstörungen in den Extremitäten. Das basiert auf der Beobachtung, dass der menschliche Körper bei Kälte zuerst die zentralen, lebenswichtigen Bereiche erwärmt und dazu die Blutzirkulation in den Extremitäten herunterregelt.